# U5型潜水艦
U5型潜水艦はドイツ帝国海軍がかつて運用した潜水艦の艦級。
U3型潜水艦の後継となる潜水艦は海軍設計局とドイッチェヴェルフト社が別々に行ったが、このうちドイッチェヴェルフト社が設計を行ったのがU5型潜水艦である。U5、U6、U7及びU8の4隻が建造された。U3型潜水艦と比較して更に大型化し、燃料搭載量が増えて航続距離が増えたものの武装には大きな違いは無い。同時期に開発されたU9型潜水艦と比べると機関と電動機に差はあるものの、性能的には大差なかった。第一次世界大戦で全艦撃沈を蒙ったものの、U6及びU8で商船20隻程度を撃沈ないし鹵獲した。

## 主要諸元
- 全長:57.30m
- 全幅:5.60m
- 喫水:3.55m
- 排水量(水上/水中):505t/630t
- 速度(水上/水中):13.4kt/10.2kt
- 水上航続距離:1,900海里/13.0kt
- 水中航続距離:80海里/5.0kt
- 兵装:45cm魚雷発射管×4 (艦首×2、艦尾×2)(魚雷×6)
- 乗員:29名